# Monumento

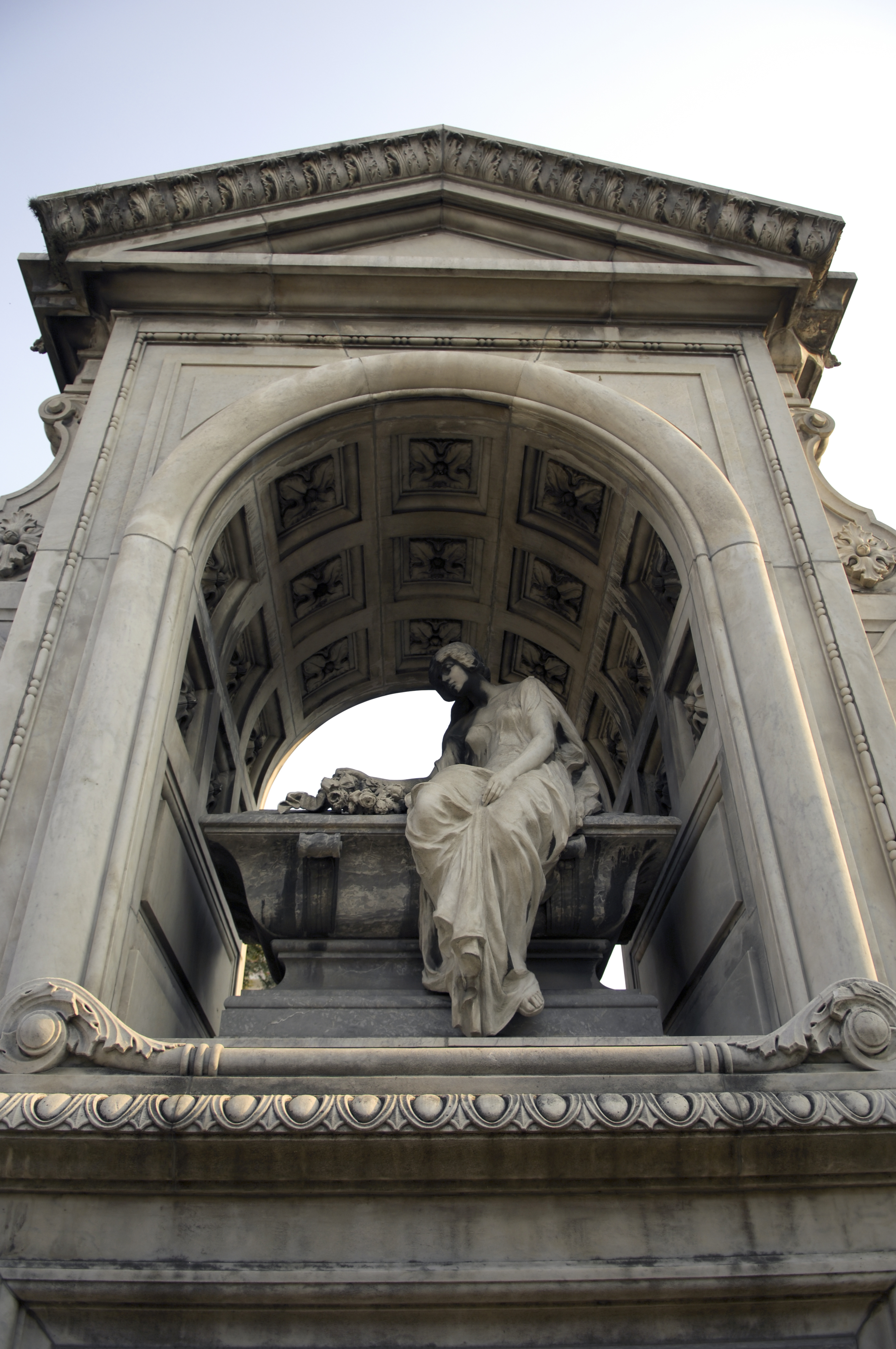
Elemento funerario di un mausoleo situato nel Cimitero della Recoleta, a Buenos Aires

Un monumento (dal latino monumentum, "ricordo", da monère, "ricordare") è un'opera architettonica di valore artistico e storico. Il termine in origine indicava solamente delle strutture che rendevano omaggio a un personaggio storico o a un avvenimento, ma per estensione oggi il significato comprende anche tutte le costruzioni storiche di una città o di un Paese.
I primi monumenti eretti nella Storia sono connessi alla Rivoluzione urbana ed avevano funzione religiosa, rappresentativa o funeraria. Durante l'Impero romano, tipici erano i monumenti dedicati agli imperatori e alle loro imprese. Si trattava di statue, archi trionfali o obelischi. Recentemente, il termine è passato anche ad indicare dei luoghi naturali di riconosciuto valore estetico o interesse scientifico.

## Il monumento nel diritto italiano
In Italia è riconosciuto come monumento ogni oggetto o bene, mobile o immobile, di cui sia riconosciuto il valore storico, artistico o culturale. Il riconoscimento e l'approvazione dello status dipendono da una serie di accertamenti, vincoli e norme. In riferimento alla promozione culturale, il riconoscimento ufficiale di un monumento può interessare tutto ciò che ha un valore artistico, storico, archeologico, etnografico, paleontologico, numismatico o letterario (manoscritti, autografi, carteggi, incunaboli, libri, stampe rare).
In campo architettonico, secondo la Carta internazionale per la conservazione e il restauro dei monumenti, denominata anche "Carta di Venezia" e redatta nel 1964 nel corso di un congresso internazionale di architetti ed esperti di storia dell'arte, la nozione di monumento storico può riferirsi a quegli elementi architettonici o ambienti urbani che fungono da testimonianza di una particolare civiltà o di un avvenimento storico significativo.
Tramite atto di notifica diffuso dal Ministero dei Beni Culturali, l'eventuale proprietà privata di un qualunque elemento o bene sottoposto a vincolo monumentale subisce, tramite diritti di prelazione da parte dello Stato, una serie di pesanti limitazioni riguardanti, per esempio, la ristrutturazione, la rimozione o la modificazione di una parte di esso, compreso il restauro, in nome dell'interesse collettivo. I diritti di prelazione possono prevedere anche l'espropriazione per pubblica utilità.

### Monumento nazionale
In Italia, l'espressione "monumento nazionale" non indica di per sé una categoria speciale o una qualità specifica, riconosciuta a termini di legge, di un bene culturale o di un monumento. L'espressione è puramente formale e sta ad indicare, in special modo, un particolare interesse storico o commemorativo del bene.

## Il monumento secondo la definizione UNESCO
Secondo la Convenzione UNESCO del 1972, i monumenti sono opere architettoniche, plastiche o pittoriche monumentali, elementi o strutture di carattere archeologico, iscrizioni, grotte e gruppi di elementi di valore universale eccezionale dall'aspetto storico, artistico o scientifico. La Convenzione, quindi, introduce una definizione più ampia rispetto a quella tradizionale.

## Immagini di monumenti

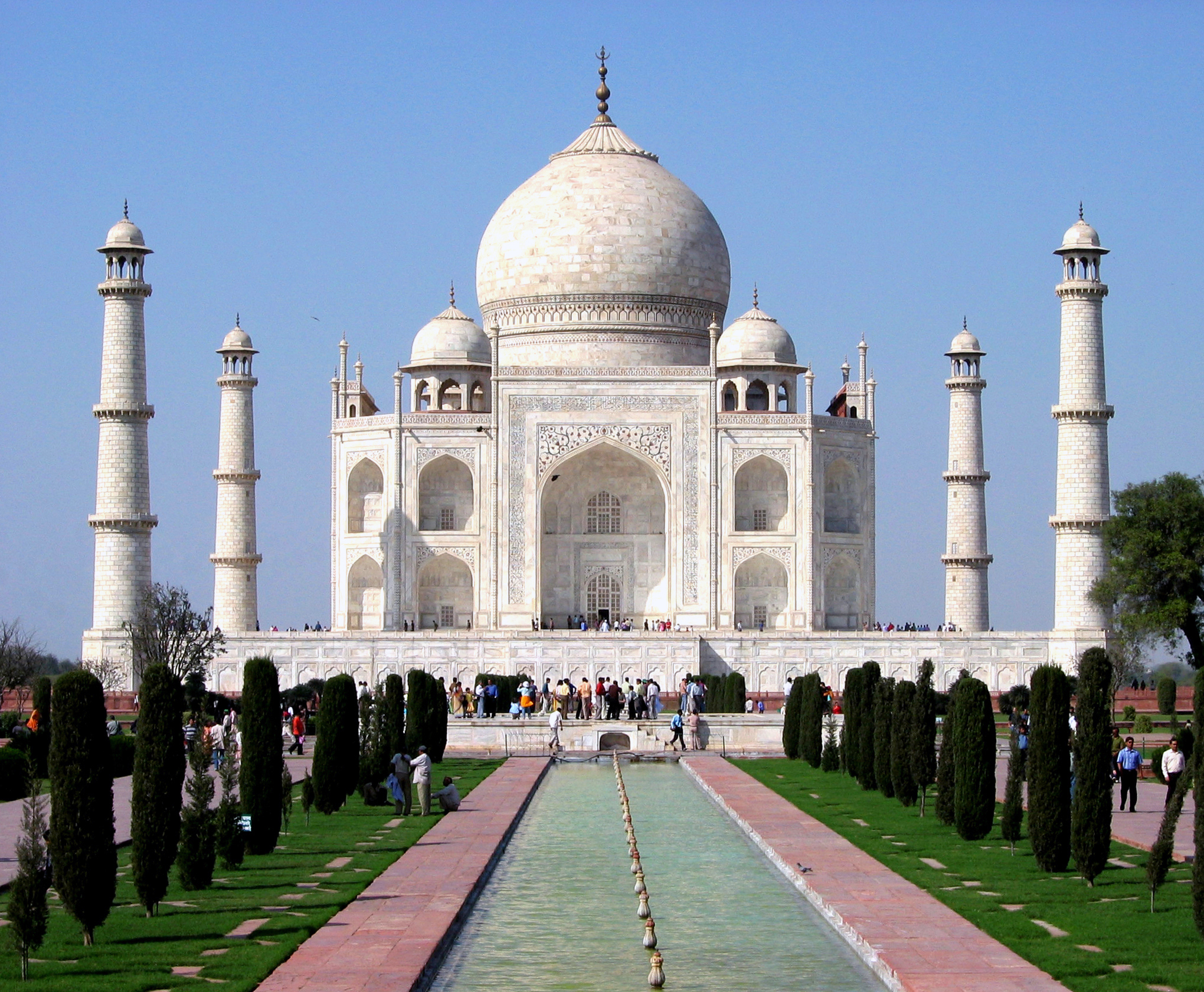
Il Taj Mahal a Agra.
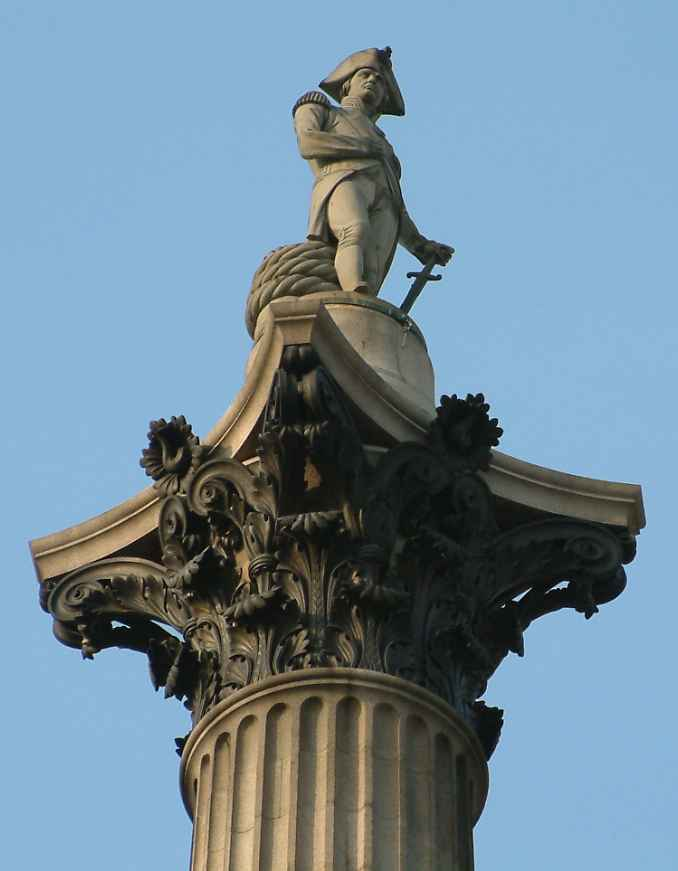
La colonna di Nelson a Londra.
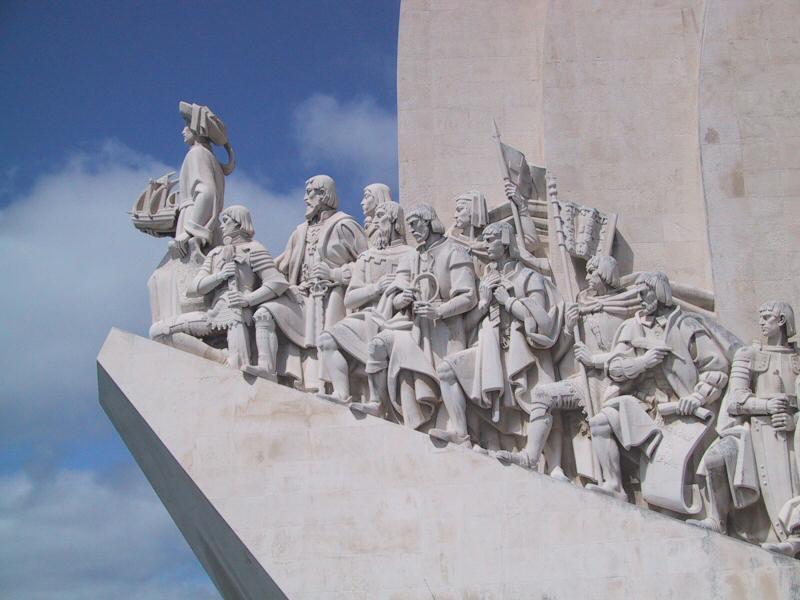
Il monumento delle scoperte a Lisbona.
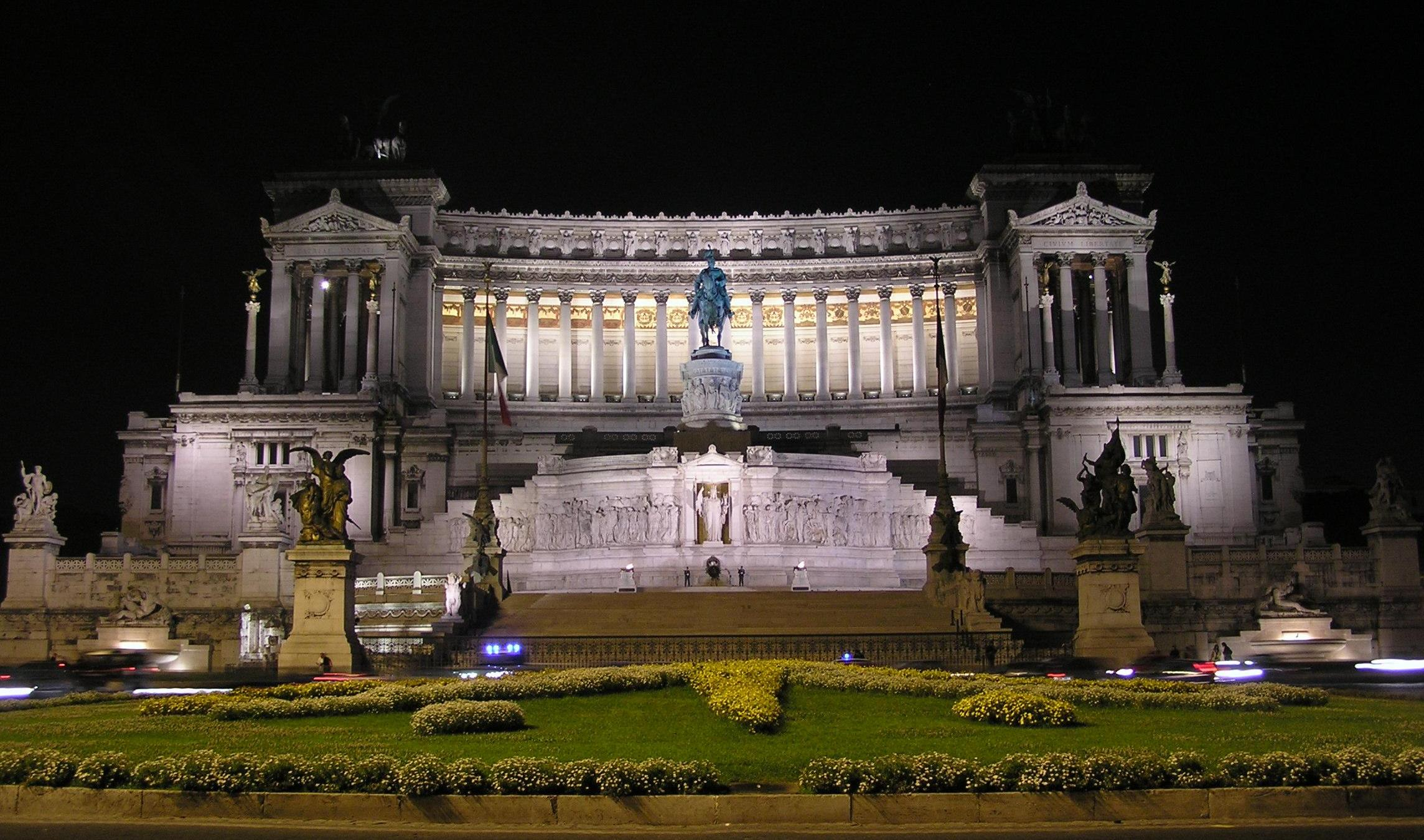
Il Vittoriano o Altare della Patria, a Roma.
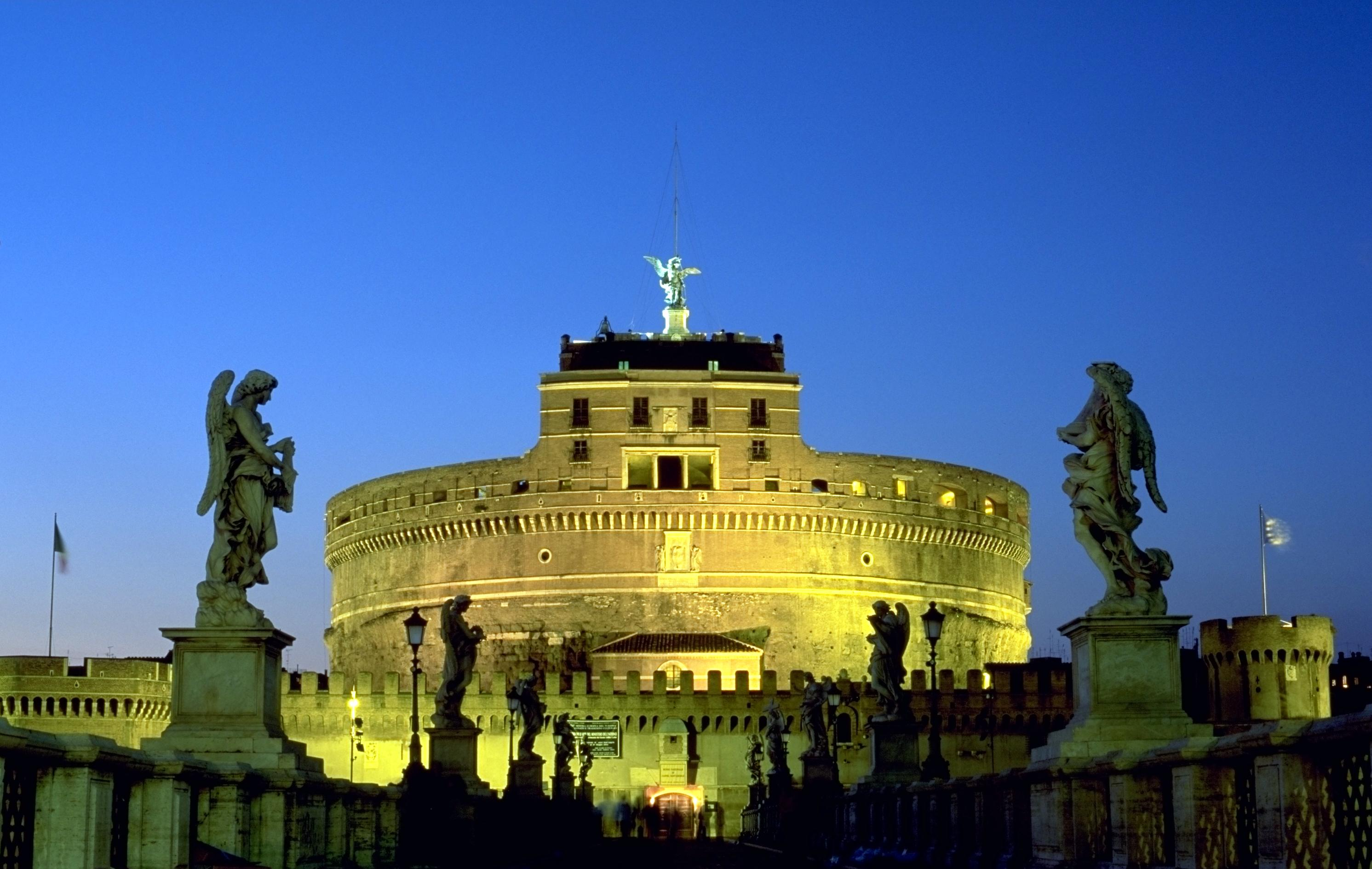
Il Castel Sant'Angelo a Roma.
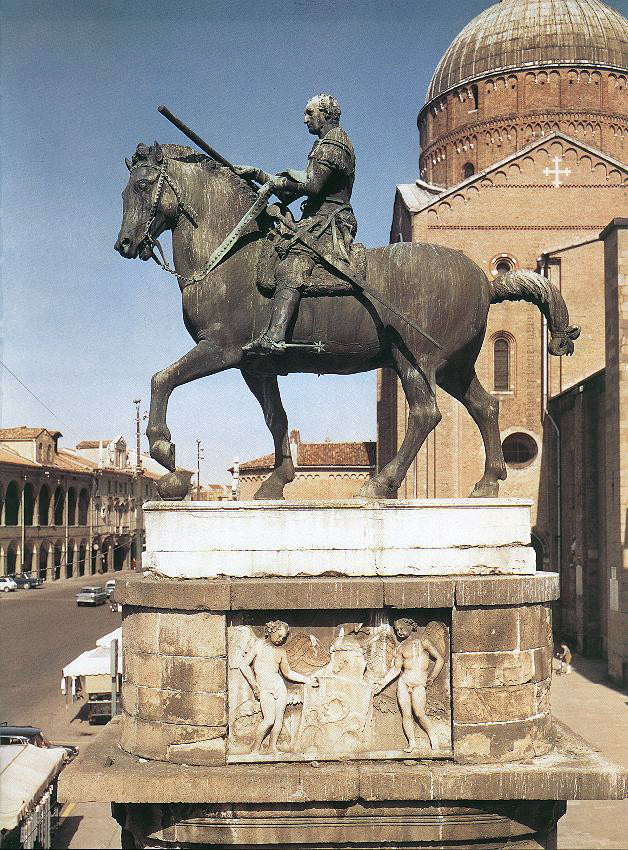
Il monumento al Gattamelata di Padova.
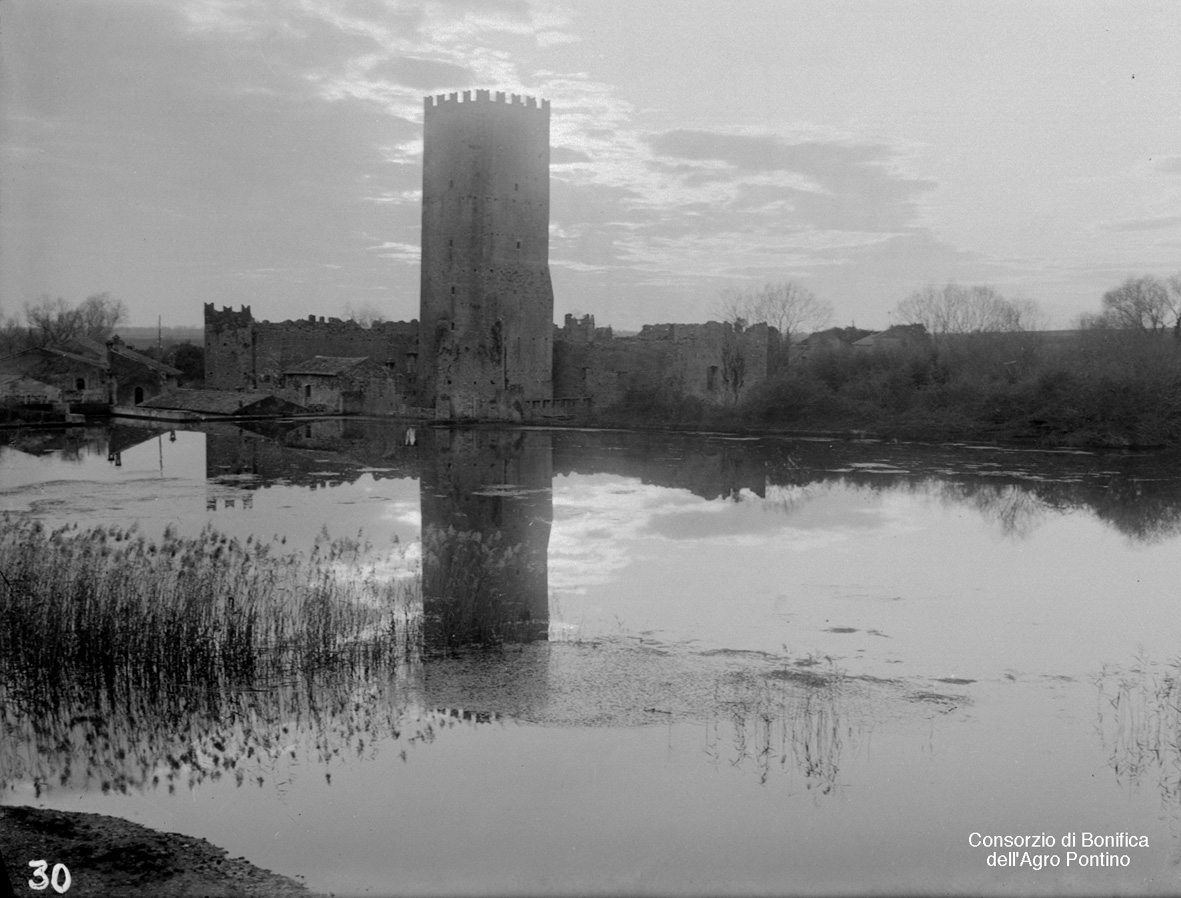
Il monumento naturale Giardino di Ninfa a Latina.
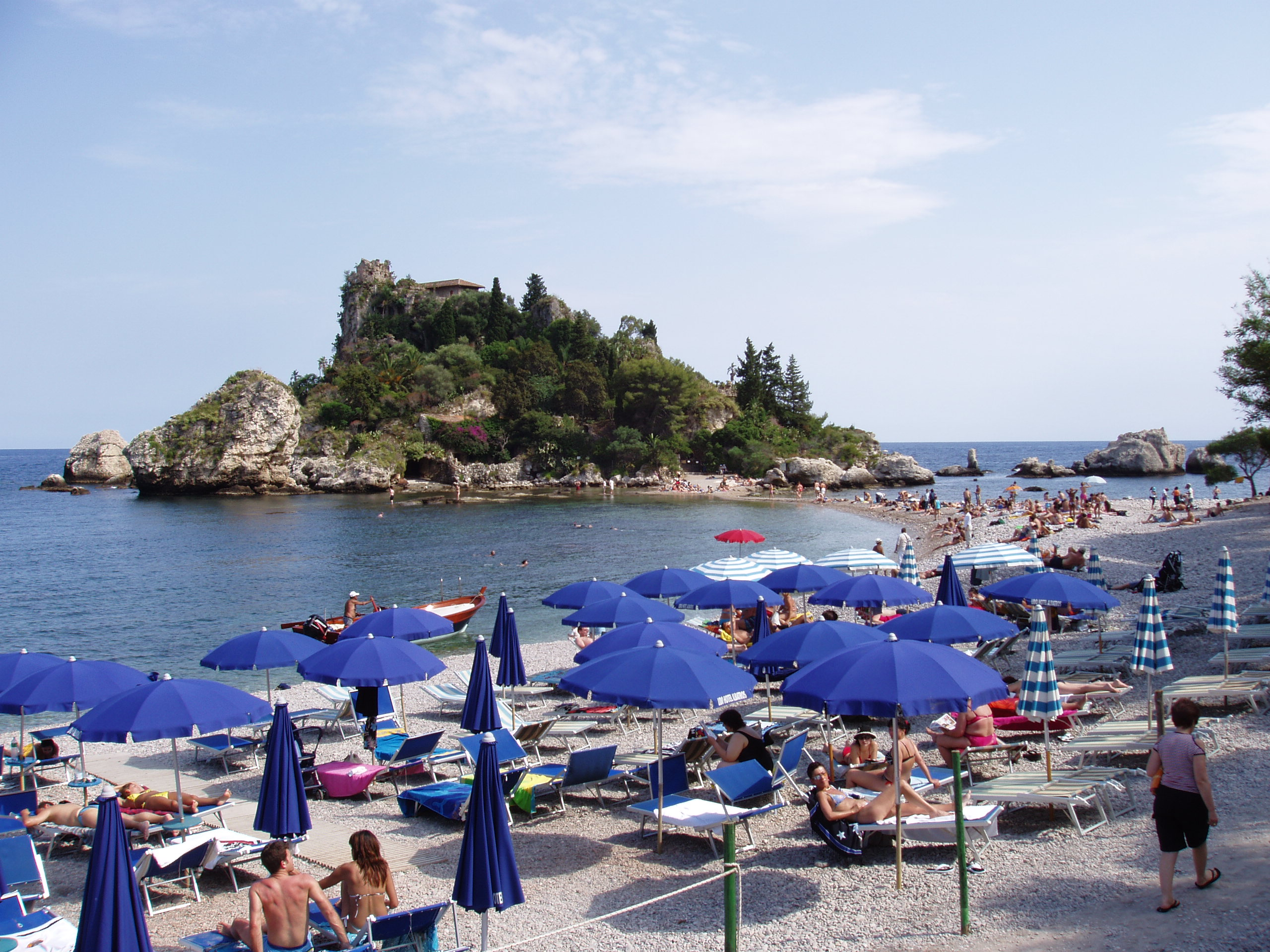
L'Isola Bella, monumento naturale dal 1984.
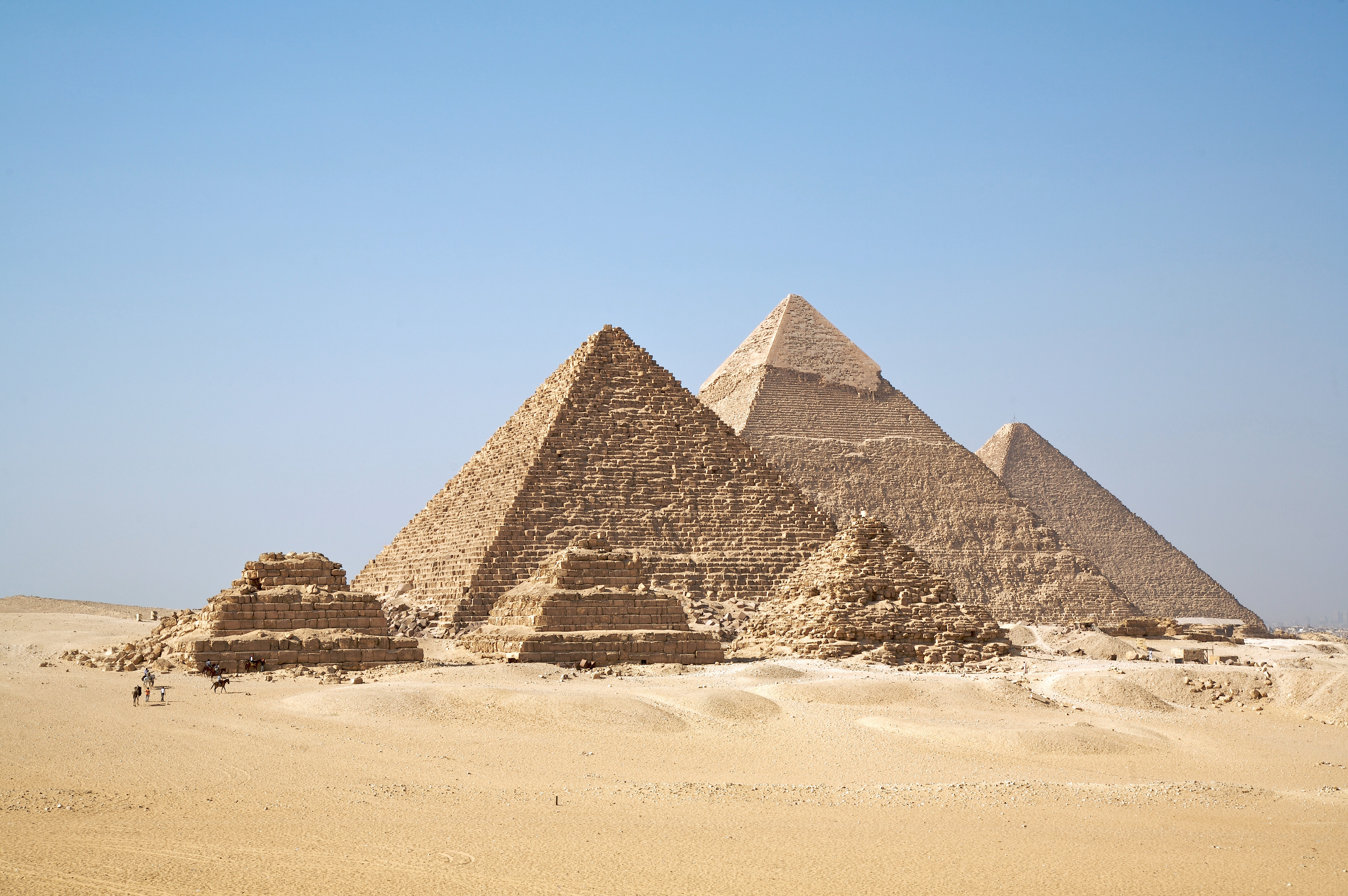
Le Piramidi egizie a Giza.
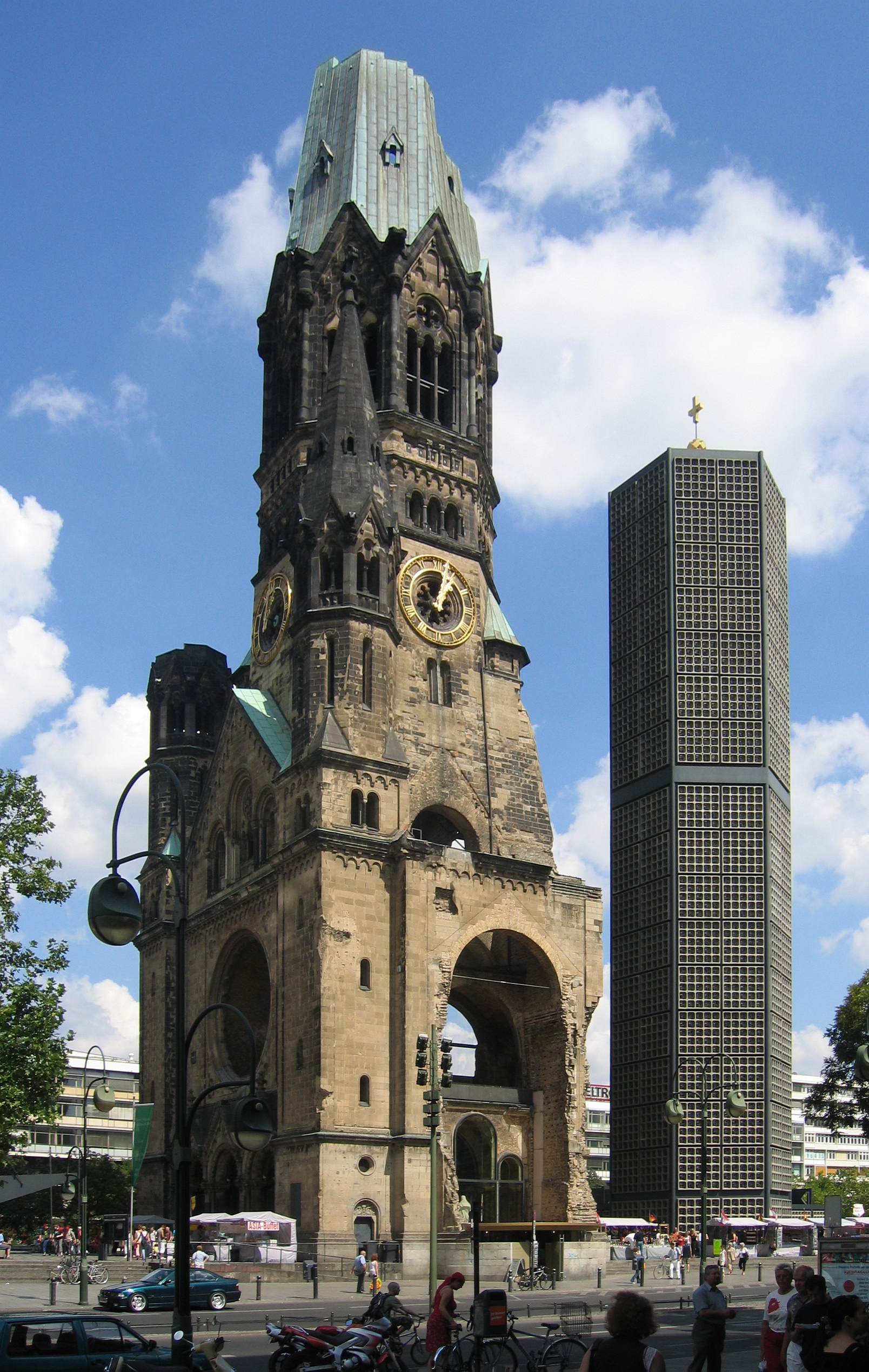
La Kaiser-Wilhelm-Gedächtniskirche a Berlino.
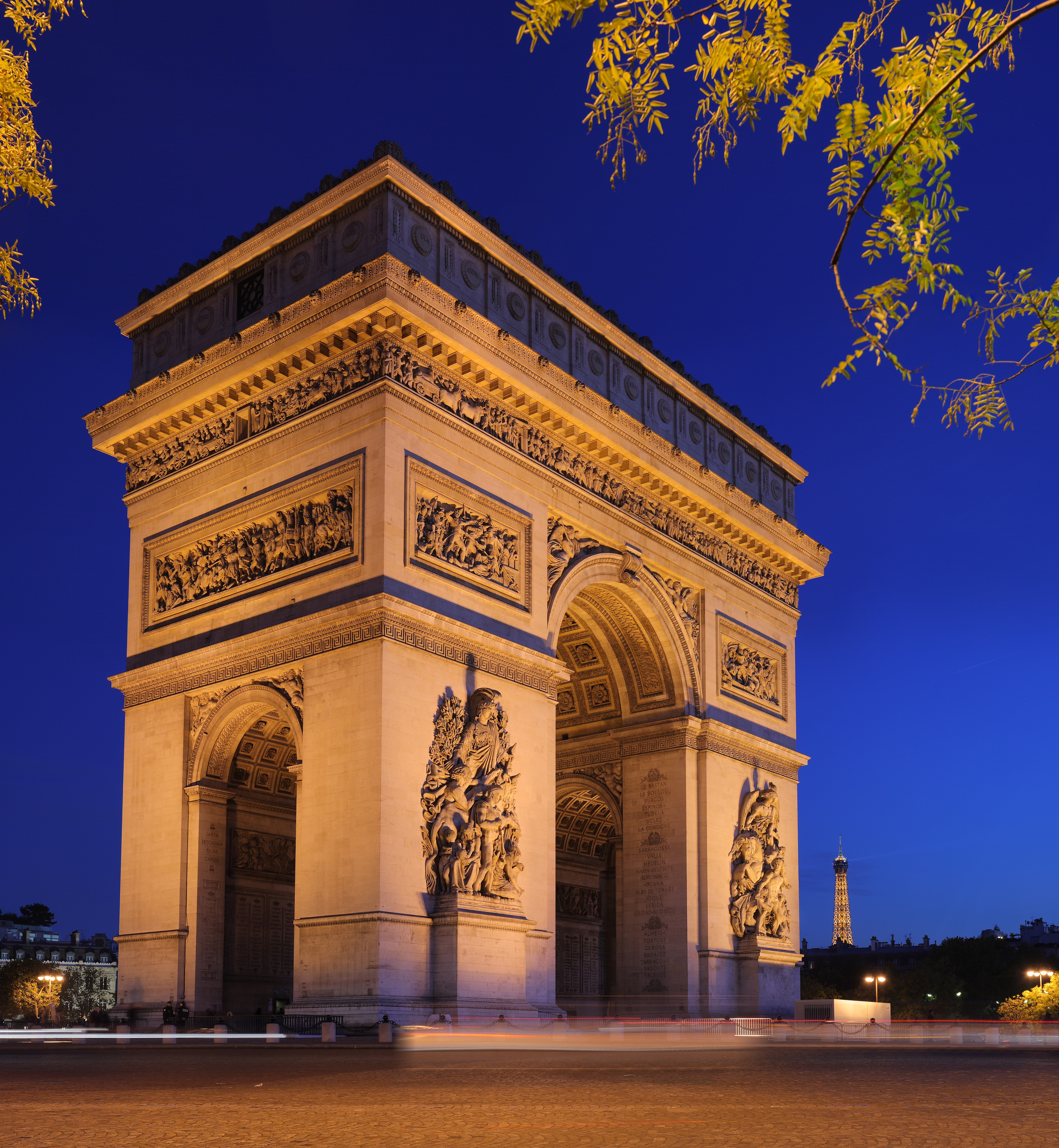
L'Arco di Trionfo a Parigi.
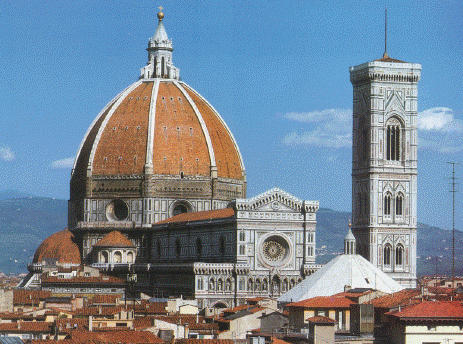
Cattedrale di Santa Maria del Fiore, Firenze
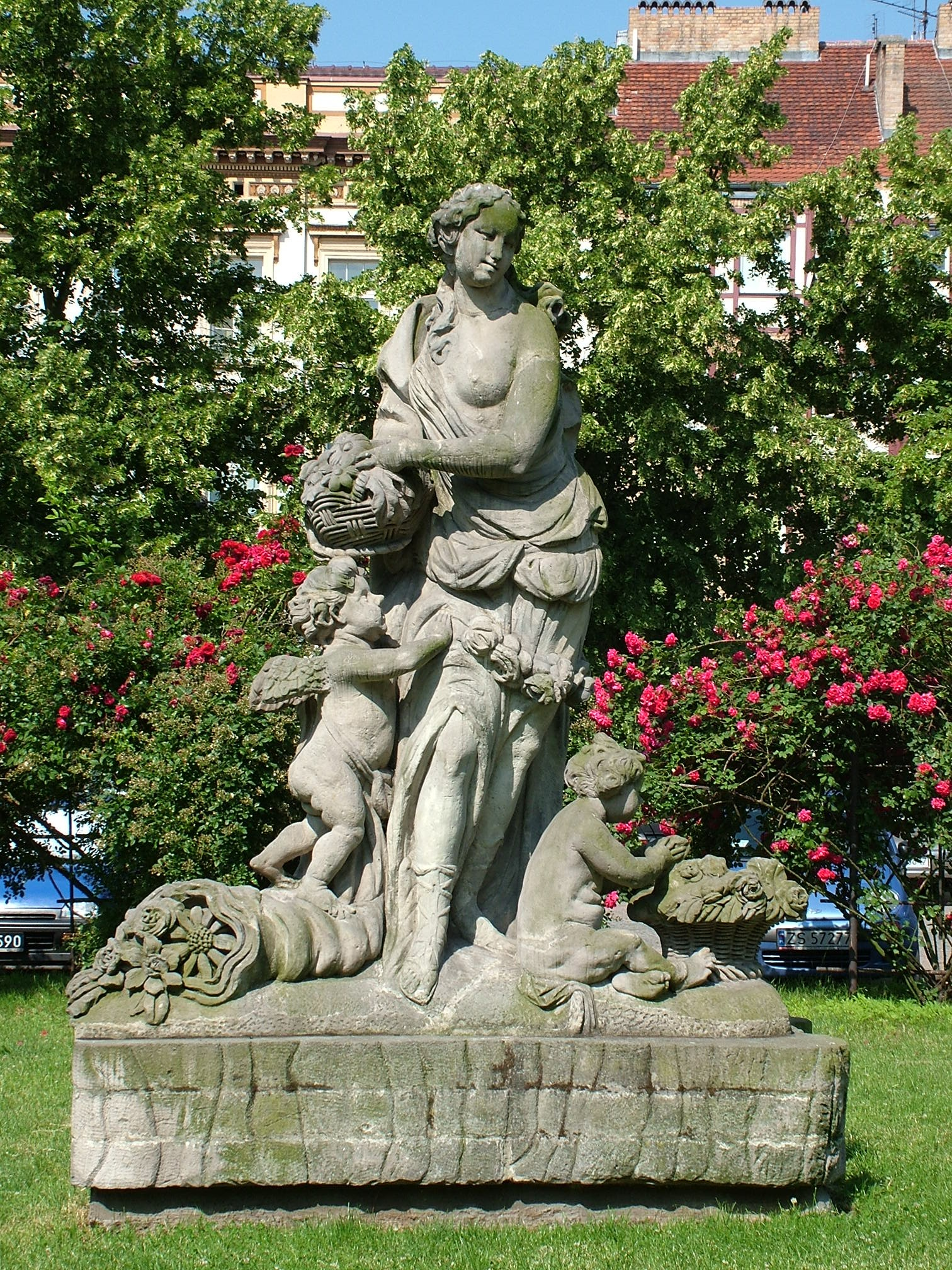
Monumento di Flora a Stettino, Polonia
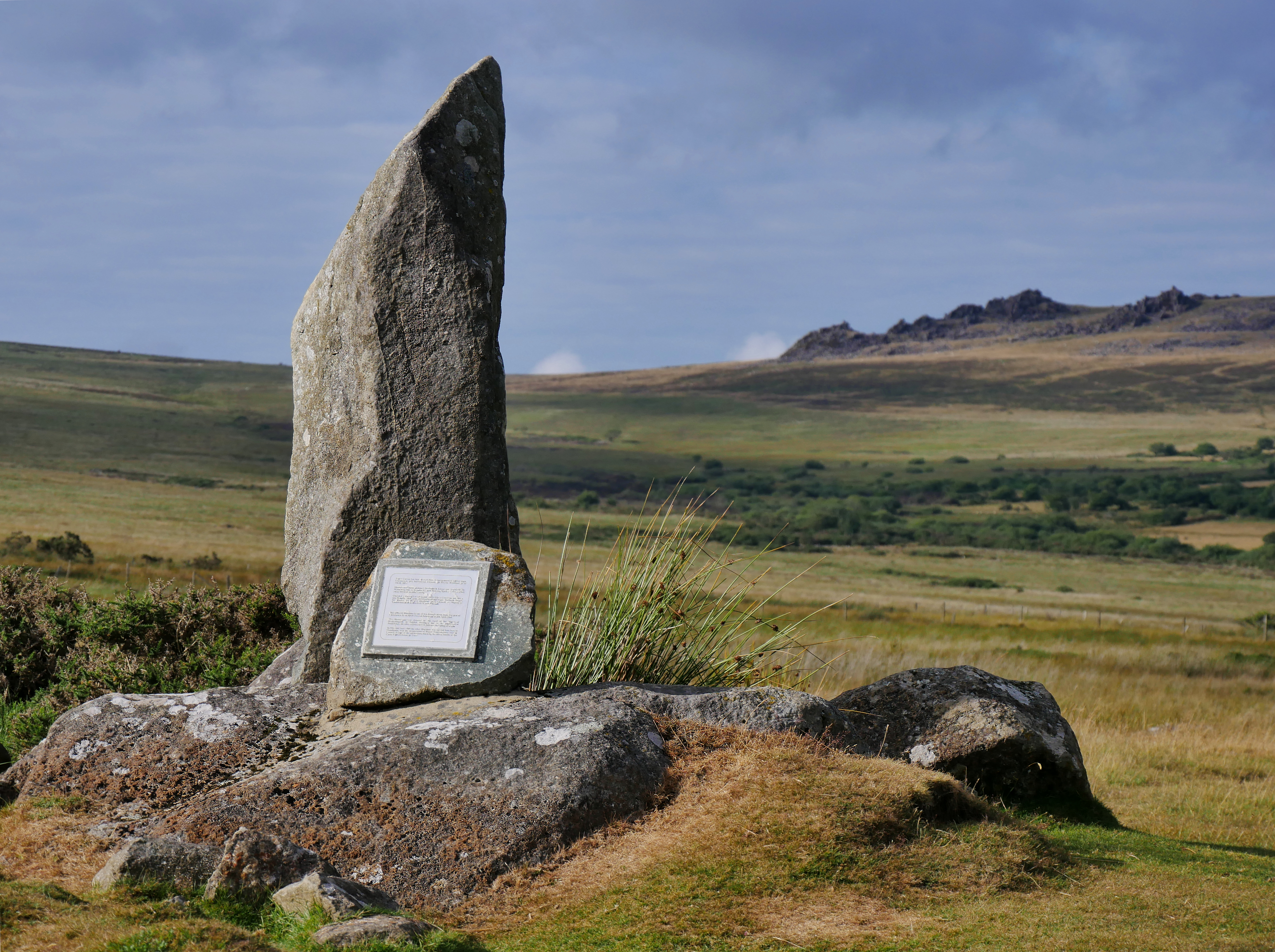
Bluestone memorial Galles